# Violinist of Hameln
Violinist of Hameln is een computerspel voor het platform Super Nintendo Entertainment System. Het spel werd uitgebracht in 1995.